# Krásná Hora
Krásná Hora – miejscowość i gmina (obec) w Czechach, w kraju Wysoczyna, w powiecie Havlíčkův Brod. W 2022 roku liczyła 511 mieszkańców.